# Música Trobada
Música Trobada és un grup de música valencià dedicat a la música antiga i barroca, format per joves intérprets després d'haver realitzat la seua formació en el Conservatori de València, l'ESMUC i altres escoles europees com el Conservatori de Rotterdam, la Cívica Scuola di Milano o l'Acadèmia Reina Sofia.
Va nàixer l'any 2008, utilitzant còpies d'instruments històrics per a apropar-se a la interpretació de la partitura original. El treball de Música Trobada es basa en el descobriment i la transcripció del repertori del segle xviii valencià, combinat amb la interpretació del repertori internacional. La formació està dirigida per Francesc Valldecabres.

## Col·laboracions i interpretacions principals
L'any 2012 en el Centre Cultural de Quart de Poblet, presentà Joan Cabanilles: La música d'un temps. Va interpretar obres d'Henry Purcell i Georg Friedrich Händel en els Concerts d'Hivern 2013-Música a la Capella a La Nau, antiga seu de la Universitat de València. L'any 2016 actuà en el Festival Internacional de Música Antiga i Barroca al castell del Papa Lluna de Peníscola acompanyant a Carlos Mena. En Aldaia recupera l'obra de Pasqual Fuentes i Alcàsser per commemorar el seu 250è aniversari. Ha col·laborat amb l'Orfeó Universitari de València. Participa en la 37 Setmana Internacional de Música de cambra de Montserrat.
En març del 2018 va interpretar Stabat Mater d'Alessandro Scarlatti, a la XXI Setmana de Música sacra de Requena. També l'any 2018, amb Edu Comelles, al Palau de la Generalitat Valenciana, barrejant les sonoritats de la formació i l'electrònica dels ordinadors, van interpretar la Passió segons Sant Joan, obra religiosa composta per Johann Sebastian Bach, entre altres obres.

## Nominacions
En octubre del 2018 l'Institut Valencià de Cultura de la Generalitat Valenciana, ha nominat la Capella de Ministrers, l'Orquestra Filharmònica de la Universitat de València, Piacere dei Traversi i Música Trobada, al guardó de millor disc de recuperació de patrimoni musical, en els I Premis Carles Santos de Música Valenciana.